# Leon Rodgers
Leon Rodgers (* 19. Juni 1980 in Columbus, Ohio) ist ein ehemaliger US-amerikanisch-venezolanischer Basketballspieler.

## Werdegang
Rodgers war in seinem Heimatland, den Vereinigten Staaten, von 1998 bis 2002 Basketballspieler und Student an der Northern Illinois University. Mit insgesamt 1657 erzielten Punkten stand der Flügelspieler bei seinem Weggang 2002 in der Bestenliste der Hochschulmannschaft auf dem fünften Platz. Seine Laufbahn als Berufsbasketballspieler begann er beim deutschen Bundesligisten Brandt Hagen. Er überzeugte in der Bundesliga mit 19,4 Punkte je Begegnung, die er für Hagen während des Spieljahres 2002/03 verbuchte.
Beim französischen Zweitligisten Orléans überragte er mit zweistelligen Mittelwerten bei Punkten (20,9) und Rebounds (10,2) je Begegnung, spielte dann in den Niederlanden. Das Fachmedium eurobasket.com zeichnete ihn 2005/06 und 2006/07 jeweils als Spieler des Jahres in der niederländischen Eredivisie aus.
Zu Beginn der Saison 2007/08 spielte er in der Ukraine und kam im Januar 2008 in die Bundesliga zurück. Er wurde Leistungsträger bei den Artland Dragons aus Quakenbrück. Für die von Rodgers’ Landsmann Chris Fleming als Trainer betreute Mannschaft erzielte der Flügelspieler im Mittel 13,1 Punkte je Begegnung und erreichte mit den Niedersachsen das Bundesliga-Viertelfinale. Anfang Mai 2008 gewann er mit Quakenbrück den DBB-Pokal, im Endspiel erzielte Rodgers elf Punkte.
Rodgers spielte im weiteren Verlauf seiner Zeit als Berufsbasketballspieler nicht mehr in Europa, sondern in Amerika und Asien. Als die Stärke des US-Amerikaners galt das Angriffsspiel. 2016 nahm er die Staatsbürgerschaft Venezuelas an. 2019 gewann er den US-Wettbewerb The Basketball Tournament. Zur Siegermannschaft gehörten neben Rodgers auch Spieler wie David Lighty und Jeff Gibbs.